# Volta a Llombardia 2000
La Volta a Llombardia 2000 fou la 94a edició de la clàssica ciclista Volta a Llombardia. La cursa es va disputar el 21 d'octubre de 2000, sobre un recorregut de 258 km, i era la desena i última prova de la Copa del Món de ciclisme de 2000. El vencedor final fou el lituà Raimondas Rumšas, que s'imposà en l'arribada a Bèrgam.

## Classificació general
|    | Ciclista             | Equip                   | Temps     |
| -- | -------------------- | ----------------------- | --------- |
| 1  | Raimondas Rumšas     | Fassa Bortolo           | 6h 18'36" |
| 2  | Francesco Casagrande | Vini Caldirola-Sidermec | m. t.     |
| 3  | Niklas Axelsson      | Panaria-Gaerne          | a 4"      |
| 4  | Beat Zberg           | Rabobank                | a 7"      |
| 5  | Michele Bartoli      | Mapei-Quick Step        | m. t.     |
| 6  | Davide Rebellin      | Liquigas-Pata           | m. t.     |
| 7  | Wladimir Belli       | Fassa Bortolo           | a 22"     |
| 8  | Massimo Codol        | Lampre-Daikin           | a 2'11"   |
| 9  | Gorazd Štangelj      | Liquigas-Pata           | a 2'57"   |
| 10 | Paolo Bettini        | Mapei-Quick Step        | a 3'35"   |